# Hanam-myeon
Hanam-myeon (koreanska: 하남면) är en socken i kommunen Hwacheon-gun i provinsen Gangwon i den norra delen av Sydkorea, 80 km nordost om huvudstaden Seoul.